# Inter Futebol Clube de Bom-Bom
O Futebol Clube Inter Bom-Bom (o "Mini-Ferras") é um clube multiesportes do distrito de Mé-Zóchi, na Ilha de São Tomé, em São Tomé e Príncipe.
O time foi campeão da Supertaça de São Tomé e Príncipe em 1997. Atualmente, disputa a primeira divisão do Campeonato Santomense de Futebol.

## História
O clube associado da Federação Santomense de Futebol e que milita na 1ª. Divisão é um clube com cerca de quatro décadas de existência, fundado em 18 de Junho de 1972, na Vila de Bom-Bom, da Freguesia de Nossa Senhora de Fátima em São Tomé, por um grupo de jovens atletas locais.
O clube começou a participar nas provas oficiais em 1976, cuja primeira participação foi no campeonato nacional de segunda divisão em futebol de onze; dai em diante a trajectória do clube foi evoluindo.

## Títulos
- Campeonato Santomense de Futebol: 3 (1996/1997, 1999/2000, 2002/2003)
- Campeonato da 2ª Divisão: 2 (1995/1996, 1998/1999)
- Liga Insular de São Tomé: 3 (1996/1997, 1999/2000, 2002/2003)

## Participação em torneios da CAF
- Liga dos Campeões da CAF: 1 (2001) - Fase preliminar (eliminado pelo Sony Elá Nguema da Guiné Equatorial)